# Ophiophyllum teplium
Ophiophyllum teplium är en ormstjärneart som beskrevs av McKnight 2003. Ophiophyllum teplium ingår i släktet Ophiophyllum och familjen fransormstjärnor. Inga underarter finns listade i Catalogue of Life.